# Port lotniczy Las Brujas (Kuba)
Port lotniczy Las Brujas (ICAO: MUBR) – port lotniczy położony w Cayo Santa Maria, na Kubie.